# William Cuffe, 4. Earl of Desart

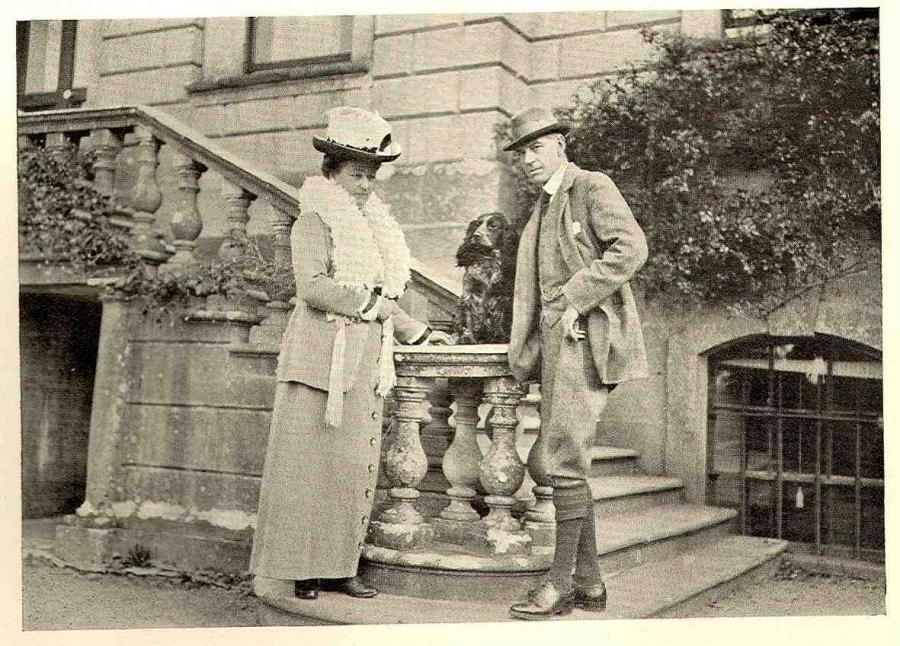
Lord Desart mit seiner zweiten Gattin Ellen

William Ulick O’Connor Cuffe, 4. Earl of Desart (* 10. Juli 1845; † 15. September 1898) war ein irisch-britischer Peer und Schriftsteller.

## Leben
Er war der älteste von drei Söhnen des John Cuffe, 3. Earl of Desart, aus dessen Ehe mit Lady Elizabeth Lucy Campbell, Tochter des John Campbell, 1. Earl Cawdor. Als Heir apparent seines Vaters führte er zu dessen Lebzeiten den Höflichkeitstitel Viscount Castlecuffe.
Er war von 1856 bis 1862 Ehrenpage für Königin Victoria. 1862 trat er als Lieutenant der Grenadier Guards in die British Army ein und wurde dort 1865 zum Captain befördert.
Als sein Vater am 1. April 1865 starb, erbte er dessen irische Adelstitel als 4. Earl of Desart, sowie dessen umfangreiche Ländereien in Irland und England. Er betätigte sich in der Folgezeit als Schriftsteller und verfasste zahlreiche Romane.
Er heiratete am 1. Juni 1871 in erster Ehe Maria Emma Georgina Preston. Aus dieser Ehe, 1878 geschieden wurde, hatte er eine Tochter, Lady Kathleen Mary Alexina Cuffe (1872–1938), die 1895 Sir Thomas Edward Milborne-Swinnerton-Pilkington, 12. Baronet (1857–1944), einen Lieutenant-Colonel der British Army heiratete.
Am 27. April 1881 heiratete er in zweiter Ehe Ellen Odette Bischoffsheim aus der reichen jüdischen Bankiersfamilie Bischoffsheim, die nach seinem Tod zwischen 1922 und ihrem Tode 1933 nominiertes Mitglied des Senats des Freistaates Irland war. Die Ehe blieb kinderlos.
Als er 1898 im Alter von 53 Jahren starb, fielen seine Adelstitel an seinen Bruder Hamilton Cuffe.

## Werke
- Only a Woman’s Love. 1869.
- Beyond These Voices. 1870.
- Children of Nature. A Story of Modern London. 1878.
- Kelverdale. 1879.
- The Honourable Ella. 1879.
- Mervyn O’Connor and other tales. 1880.
- Lord and Lady Piccadilly. 1887.
- Herne Lodge. 1888.
- The Little Chatelaine. 1889.
- Grandborough. 1894.
- The raid of the "Detrimental". 1897.
- Helen’s vow. 1891.
- Love and pride on an iceberg. And other tales. 1887.